# Lee Kyun-young
Pour les articles homonymes, voir Lee.
Yi Kyun-yeong (hangeul : 이균영), né le 30 décembre 1951 dans le Jeollanam-do et mort le 10 novembre 1996 (à 44 ans), est un auteur sud-coréen.

## Biographie
Yi Kyun-yeong est né le 30 décembre 1951 dans la province du Jeollanam-do. Il sort diplômé de l'université Hanyang avant de travailler en tant que professeur d'histoire coréenne à l'université des femmes Dongduk. Il a remporté le prix littéraire Yi Sang, décerné par le journal Dong-A Ilbo, en 1984. Ses travaux importants comportent un recueil de nouvelles intitulé La lumière au lointain (Meolli inneun bit, 1986) et le roman Le Pays de Lao-tseu et Tchouang-tseu(Nojawa jangja-ui nara). Il est décédé dans un accident de voiture en 1996.

## Carrière
De 1986 jusqu'à sa mort prématurée, il a exercé la fonction d'éditeur et de critique d'histoire, ses essais étant publiés par l'Institut de recherche d'histoire de la Corée. Il s'est essentiellement penché sur le mouvement de l'indépendance en Corée. Son travail sur Shinganhoe, un groupe de Coréens ayant lutté pour l'indépendance du pays, lui a permis de remporter le prix pour la recherche "Danjae". Son étude de Singanhoe est considérée comme le premier document ayant fourni une vision impartiale et objective du groupe indépendantiste Shinganhoe. En 1993, il publie un long roman intitulé Le Pays de Lao tseu et Tchouang tseu (Nojawa jangja-ui nara). Un autre roman, Les feuilles ont des lueurs de nostalgie (Namunnipdeureun geuriun bulbicheul mandeunda), est paru dans le numéro printanier de la revue Littérature mondiale (Segye munhak) en 1997 à titre posthume. Il a publié des travaux dans plusieurs genres notamment des livres pour enfants, Danse effrayante (Museo-un chum, 1986) et La couleur du rêve d'hiver (Gyeo-ul kkumui saeksang, 1986) ainsi qu'un travail de recherche intitulé Le Mouvement patriotique pendant la période Daehanjeguk (Hanmal aeguk gyemong undong, 1991).
Ses récits comportent trois aspects distincts. Tout d'abord, les sujets et les thèmes qu'il aborde se concentrent souvent sur des personnes qui ont été dépossédées de leurs biens et qui finissent dans l'errance. Ensuite, ses histoires ont tendance à adopter un style biographique : il s'agit souvent de l'histoire d'un homme ou d'une famille. Enfin, comme beaucoup d'écrivains de l'époque, ses histoires manifestent une conscience profonde de l'histoire douloureuse de la Corée.